# Je ne suis pas là pour être aimé
Je ne suis pas là pour être aimé is een Franse film van Stéphane Brizé die werd uitgebracht in 2005. 

## Verhaal
Jean-Claude Delsart is een gescheiden man die lang geleden de gerechtsdeurwaarderspraktijk van zijn vader overgenomen heeft. Hij leidt een eenzaam en triest bestaan. Op 51-jarige leeftijd verwacht hij niets meer van het leven, niets kan hem nog troosten. Hij loopt er dan ook altijd bedrukt bij. Hij vindt zijn beroep ronduit saai. Zijn vrouw heeft hem verlaten en zijn bejaarde vader, die hij wekelijks een verplicht bezoekje brengt, is een misnoegde brompot. Zijn zoon, die hij in zijn praktijk tewerkgesteld heeft, vertoont evenmin interesse voor het deurwaarderswerk. 
Op een dag wordt hij onwel. Zijn huisarts raadt hem aan meer te bewegen. Jean-Claude schrijft zich schoorvoetend in voor een reeks tangolessen. Hij maakt er kennis met de jongere en vrolijke Françoise. Naarmate de lessen vorderen groeien zij naar elkaar toe. 

## Rolverdeling
| Acteur              | Personage                                      |
| ------------------- | ---------------------------------------------- |
| Patrick Chesnais    | Jean-Claude Delsart                            |
| Anne Consigny       | Françoise 'Fanfan' Rubion                      |
| Georges Wilson      | de vader van Jean-Claude                       |
| Lionel Abelanski    | Thierry, de verloofde van Françoise, schrijver |
| Cyril Couton        | Jean-Yves Delsart, de zoon van Jean-Claude     |
| Olivier Claverie    | de verleider van de tangoles                   |
| Anne Benoît         | Hélène, de secretaresse van Jean-Claude        |
| Hélène Alexandridis | de zuster van Françoise                        |
| Geneviève Mnich     | de moeder van Françoise                        |